# Tunay Torun
Tunay Torun (Hamburg, 21 april 1990) is een in Duitsland geboren Turkse voetballer.
Hij speelt als aanvaller en kwam uit 2008 tot 2011 in het eerste elftal van HSV.
In de zomer van 2011 tekende hij bij Hertha BSC.
Hij speelde in de jeugdteams van FC St. Pauli en in het tweede elftal van HSV.

## Carrière
| Seizoen | Club          | Wedstrijden | Doelpunten | Competitie |
| ------- | ------------- | ----------- | ---------- | ---------- |
| 2008/09 | Hamburger SV  | 3           | 0          | Bundesliga |
| 2009/10 | Hamburger SV  | 19          | 2          | Bundesliga |
| 2010/11 | Hamburger SV  | 5           | 0          | Bundesliga |
| 2011/12 | Hertha BSC    | 20          | 4          | Bundesliga |
| 2012/13 | VfB Stuttgart | 9           | 0          | Bundesliga |
| 2013/14 | VfB Stuttgart | 0           | 0          | Bundesliga |
| 2013/14 | Kasımpaşa SK  |             |            | Süper Lig  |
| Totaal  |               | 56          | 6          |            |

Bijgewerkt tot 9 april 2013
1 Babacan ·
2 Özdemir ·
3 Opoku ·
4 Ergün ·
5 Duarte ·
6 Lima ·
7 Gürler ·
8 Kemen ·
9 Piątek ·
11 Keny ·
13 Crespo ·
15 Güreler ·
16 Şengezer ·
17 Beyaz ·
18 Szysz ·
20 Güneş ·
21 Operi ·
22 Djaló ·
23 Türüç ·
25 Figueiredo ·
26 Sarı ·
27 Ba ·
36 Ebosele ·
42 Şahiner ·
77 Brnić ·
80 Yoro ·
98 Dilmen ·
Coach: Atan